# Colpo di Stato in Burkina Faso del gennaio 2022
Il colpo di Stato in Burkina Faso, attuato da una frangia dell'esercito tra il 23 e il 24 gennaio 2022, portò al rovesciamento del governo democraticamente eletto presieduto da Roch Marc Christian Kaboré. Il 23 gennaio furono esplosi diversi colpi di arma da fuoco davanti alla residenza presidenziale nella capitale burkinabé Ouagadougou e innanzi a diverse caserme della città, i soldati ammutinati presero il controllo della base militare "Sangoulé Lamizana", nella capitale. Nonostante un'iniziale negazione del governo burkinabé circa l'esistenza di un colpo di Stato, nel corso della giornata il presidente Roch Marc Christian Kaboré è stato arrestato dai militari. 
Il giorno seguente, 24 gennaio, i militari annunciarono in televisione che Kaboré era stato deposto dalla suo ruolo di presidente. Dopo tale annuncio, i golpisti, comandati da Paul-Henri Sandaogo Damiba, a capo dell'appena formato Movimento Patriottico per la Salvaguardia e la Restaurazione (MPSR), dichiararono sciolti sia il parlamento sia il governo del Paese, dichiarandone anche sospesa la Costituzione.

## Contesto
Dopo la prima guerra civile libica e il concomitante intervento della NATO nel 2011, gli attacchi da parte di jihadisti islamici in Mali e Burkina Faso sono diventati molto più comuni di prima e, dal 2015, il Burkina Faso combatte una guerra di fatto con i miliziani dello Stato Islamico e di Al Qaida in alcune parti del paese con un esercito che, come lamentato dallo stesso personale militare, manca sia di attrezzature militari che di dotazioni logistiche. Ciò ha causato un forte malcontento tra i ranghi militari che, sentendosi abbandonati e sempre più in pericolo di vita, hanno più volte contestato la mancanza di sforzi del governo nella lotta contro i gruppi jihadisti. Conferme sullo stato delle forze armate burkinabé sono arrivate anche da esperti stranieri, come l'ex analista politico della CIA Michael Shurkin, il quale ha dichiarato che l'esercito burkinabé è "mal equipaggiato e impreparato" per la battaglia.
Roch Marc Christian Kaboré è stato eletto per il suo secondo mandato come presidente nelle elezioni generali del Burkina Faso del 2020. Sin dal suo insediamento, il governo di Kaboré ha dovuto affrontare più volte proteste che gli sono state regolarmente mosse circa la propria gestione della crisi jihadista in corso nel paese. Anche a causa della crescente insicurezza nel paese, il primo ministro Christophe Joseph Marie Dabiré è stato sollevato dal suo incarico nel dicembre 2021, lasciando però, nel contempo, un pericoloso vuoto di potere nella gestione della crisi. Il 22 gennaio 2022, il giorno prima del golpe, molti manifestanti sono scesi in piazza nella capitale chiedendo le dimissioni del presidente Kaboré lamentando l'incapacità del governo di fermare gli attacchi armati in tutto il paese.

## Il colpo di Stato

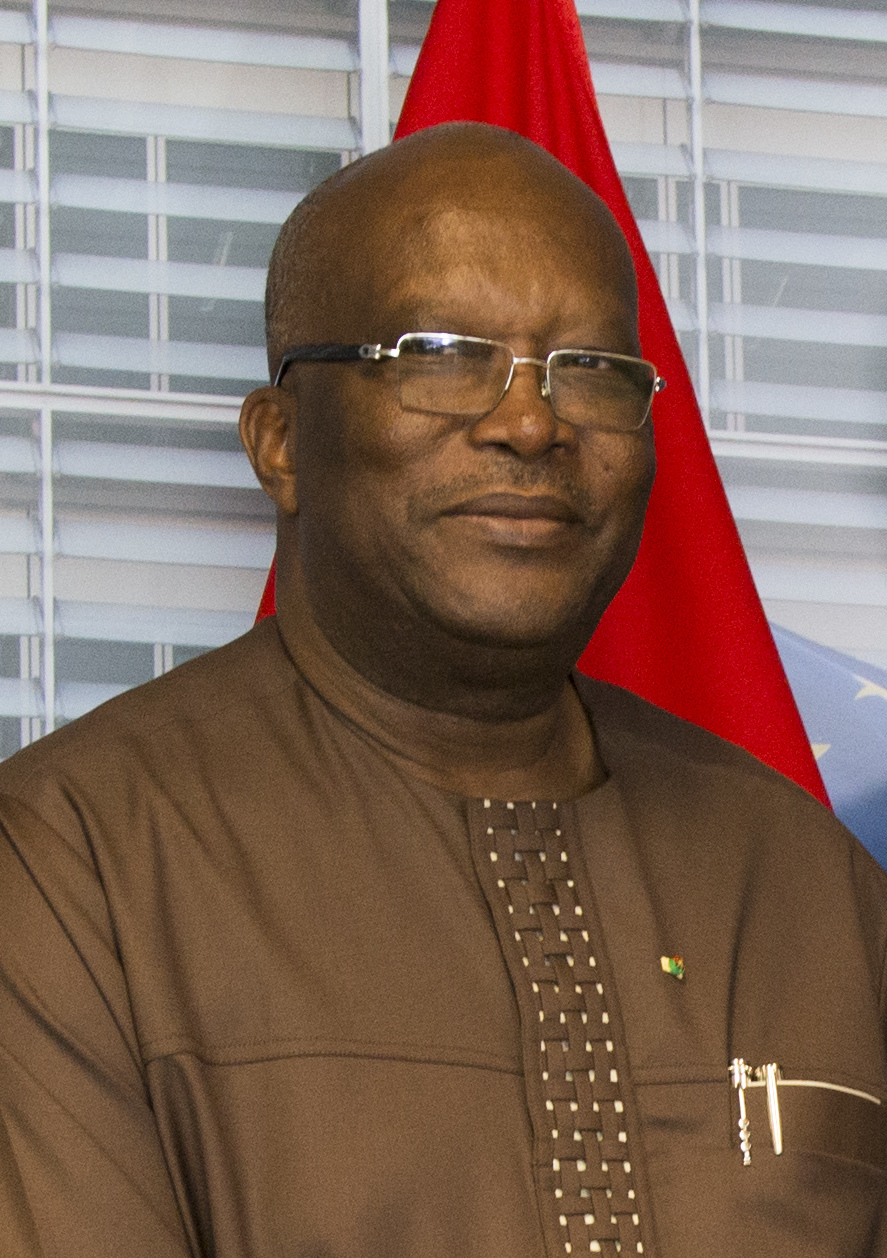
Il presidente deposto Roch Marc Christian Kaboré.

Il 23 gennaio 2022, il giorno dopo la sopraccitata manifestazione di piazza, sono stati uditi diversi spari nei pressi della residenza privata del presidente nella capitale. La mattina del giorno dopo, 24 gennaio, alcuni militari burkinabé sostennero di aver preso il controllo del Paese e di aver deposto il presidente Kaboré in maniera del tutto non violenta; il tutto nonostante fosse evidente come diverse macchine del corteo presidenziale recassero fori di proiettile e , in un caso, anche delle macchie di sangue. In tutta risposta, il ministro della difesa burkinabé, Bathelemy Simpore, negò che ci fosse in atto un colpo di Stato, esortando invece la popolazione a svolgere normalmente le proprie attività quotidiane. Tuttavia, poche ore dopo, diversi organi di informazione riferirono che il presidente Roch Marc Christian Kaboré era stato arrestato e detenuto, non si sa in quali condizioni, nella caserma militare della capitale, la caserma "Sangoulé Lamizana". Nel pomeriggio del 24, i militari avevano già preso il controllo del quartier generale di Radio Télévision du Burkina, emittente radiotelevisiva gestita dallo Stato, mentre il quartier generale di Movimento del Popolo per il Progresso, il partito del presidente, era stato incendiato e saccheggiato da manifestanti pro-golpisti. In questo lasso di tempo le uniche dichiarazioni di Kaboré furono quelle rilasciate attraverso il proprio account Twitter, in cui il presidente esortava i soldati a deporre le armi dicendosi disponibile al dialogo senza però mai menzionare nulla sul suo stato di detenzione.
Dopo il susseguirsi di varie notizie riportate da diverse agenzia di stampa, nel pomeriggio i golpisti dichiararono infine, apparendo alla televisione nazionale, di aver deposto Kaboré dalla sua posizione di presidente e di avergli concesso 72 ore per firmare le proprie dimissioni. Dopo l'annuncio, i militari, costituitisi nel Movimento patriottico per la salvaguardia e la restaurazione e comandati dal tenente colonnello Paul-Henri Sandaogo Damiba dichiararono sciolti sia il parlamento che il governo burkinabé e comunicarono la sospensione della Costituzione e l'entrata in vigore del coprifuoco dalle 21:00 alle 5:00.
Tra le varie dichiarazioni seguite alla vicenda, il capitano militare Sidsoré Kader Ouedraogo, anch'esso facente parte del Movimento patriottico per la salvaguardia e la restaurazione, ha detto che l'MPSR "ha deciso di assumersi le sue responsabilità di fronte alla storia", e che le ragioni alla base del golpe sono il crescente peggioramento della sicurezza nazionale, dovuto soprattutto alle incursioni dei jihadisti islamici del paese che hanno portato a centinaia di morti e migliaia di sfollati negli ultimi mesi, una situazione di fronte alla quale, nelle parole dei golpisti, il presidente non sarebbe stato capace di porre alcun rimedio. Tra le riforme avanzate dai golpisti spiccano poi quella dell'esercito e l'adozione di cure migliori per i soldati e le famiglie dei feriti, tra l'approfondimento dell'insurrezione islamica e l'incapacità del presidente di gestire la crisi. Ouedraogo ha poi dichiarato che i nuovi leader militari lavoreranno per stabilire un calendario "accettabile per tutti" per lo svolgimento di nuove elezioni, senza fornire ulteriori dettagli.
In seguito al golpe sono subito cominciate le negoziazioni tra la Comunità economica degli Stati dell'Africa occidentale e il leader dei golpisti Paul-Henri Sandaogo Damiba.
Il 31 gennaio, la giunta militare ha ripristinato la Costituzione, nominando Damiba presidente ad interim e, il 3 marzo, quest'ultimo ha nominato primo ministro ad interim l'economista Albert Ouédraogo.
Con il tempo, il governo di Damiba è divenuto sempre più impopolare ed è infine arrivato a durare solamente 8 mesi, poiché, già alla fine del settembre 2022, un nuovo colpo di Stato ne ha decretato la fine portando al potere Ibrahim Traoré.

## Reazioni internazionali
- Unione africana: Il presidente della Commissione dell'Unione Africana, Moussa Faki, ha condannato con forza il colpo di Stato e ha chiesto alle forze militari di tornare sui propri passi, chiedendo inoltre di garantire l'incolumità fisica del presidente Roch Marc Christian Kaboré.
- ECOWAS: la Comunità economica degli Stati dell'Africa occidentale ha esortato i militari a rispettare il governo come autorità democratica e ha incoraggiato il dialogo tra il governo e l'esercito, esortando anch'essa il militari a ritirarsi.[14]
- Unione europea: il 24 gennaio l'alto rappresentante dell'Unione per gli affari esteri e la politica di sicurezza, Josep Borrell, ha rilasciato una dichiarazione sul Burkina Faso: "Seguiamo con grande preoccupazione l'evoluzione della situazione in Burkina Faso. Le ultime notizie sono molto preoccupanti, per quanto riguarda la detenzione del presidente Kaboré e l'occupazione della radio e della televisione nazionale da parte di elementi dell'esercito. Ieri ho parlato con il ministro degli affari esteri del Burkina Faso, Rosine Coulibaly, e il Presidente del Consiglio europeo Charles Michel ha parlato con il Presidente del Burkina Faso, durante le discussioni la situazione sembrava sotto controllo. Ma nel corso della giornata di oggi, le notizie sono peggiorate, sono pessime, e ora sappiamo che il presidente Kaboré è sotto il controllo dell'esercito. Chiediamo il rispetto dell'ordine costituzionale e la liberazione del presidente Kaboré".[15][16]
- ONU: il segretario generale delle Nazioni Unite, António Guterres, ha dichiarato di condannare fermamente qualsiasi tentativo di presa del governo con la forza delle armi e ha invitato i leader golpisti a deporre le armi.[17]